# Chantiers de l'Atlantique

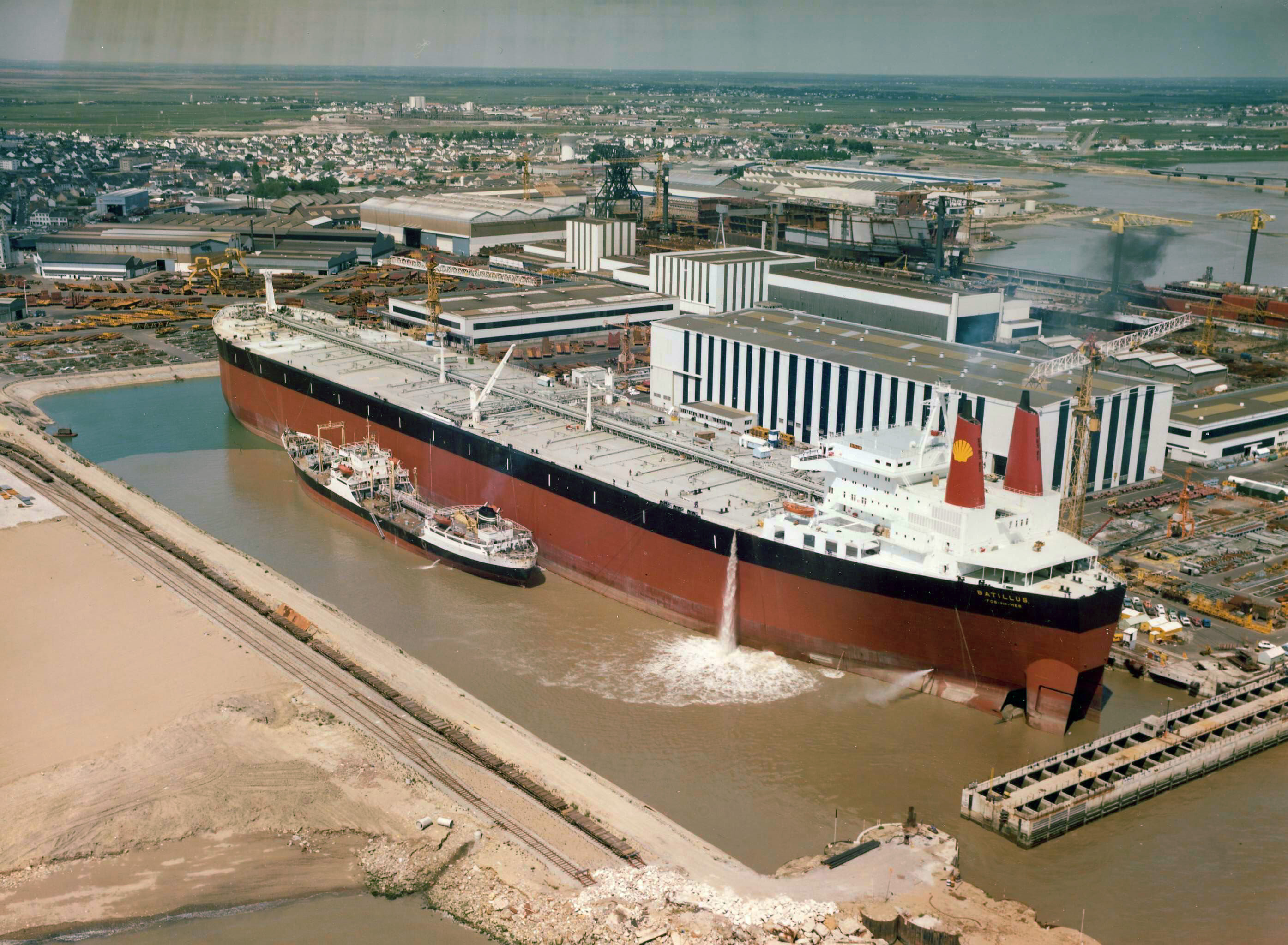
Az olajszállító tartályhajó Saint-Nazaire-i építkezésének végén, a Port-Vendres-ben tankol

A Chantiers de l'Atlantique egy hajógyár Saint-Nazaire-ban, Franciaországban. Ez a világ egyik legnagyobb hajógyára, amely kereskedelmi, tengeri és személyszállító hajók széles skáláját építi. Nantes közelében található, a Loire folyó torkolatánál és az Atlanti-óceán mély vizeinél, amelyek megkönnyítik a nagy hajók behajózását a gyárakba.
A hajógyár 1976-tól az Alstom tulajdonában volt, Alstom-Atlantique lett, és később az Aker Yards része volt, amikor az Aker Group 2006-ban felvásárolta az Alstom Marine-t. 2008-ban a dél-koreai STX Corporation megvásárolta az Aker Yards-ot, és a hajógyár az STX Europe részévé vált (az Aker Yards átnevezésével alakult).
Az STX Corporation csődje után a hajógyárat a francia kormány megvásárolta, és visszaállította eredeti nevét, a Chantiers de l'Atlantique-t.

## Története

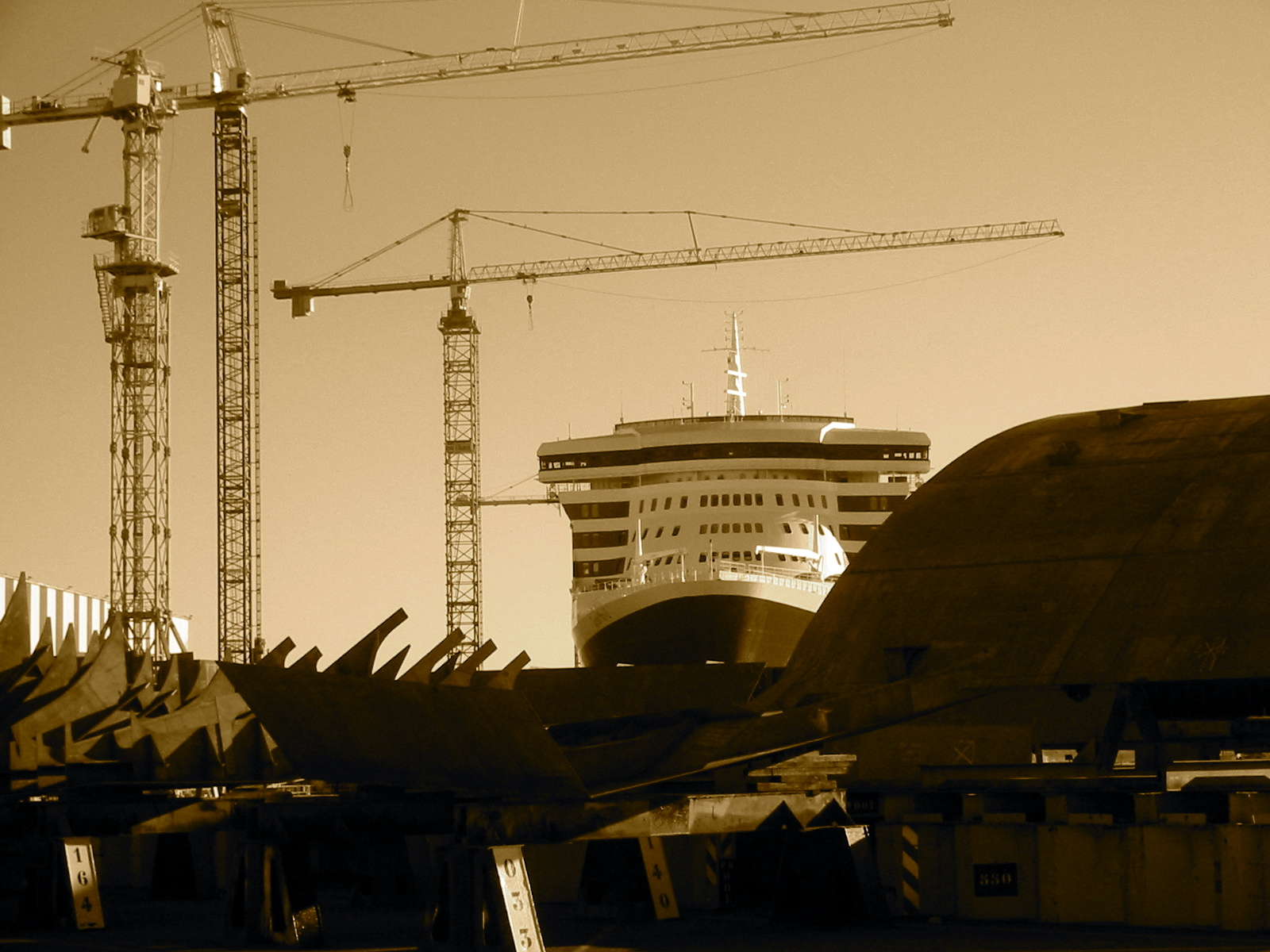
Az RMS Queen Mary 2, az óriás tengerjáró építés alatt

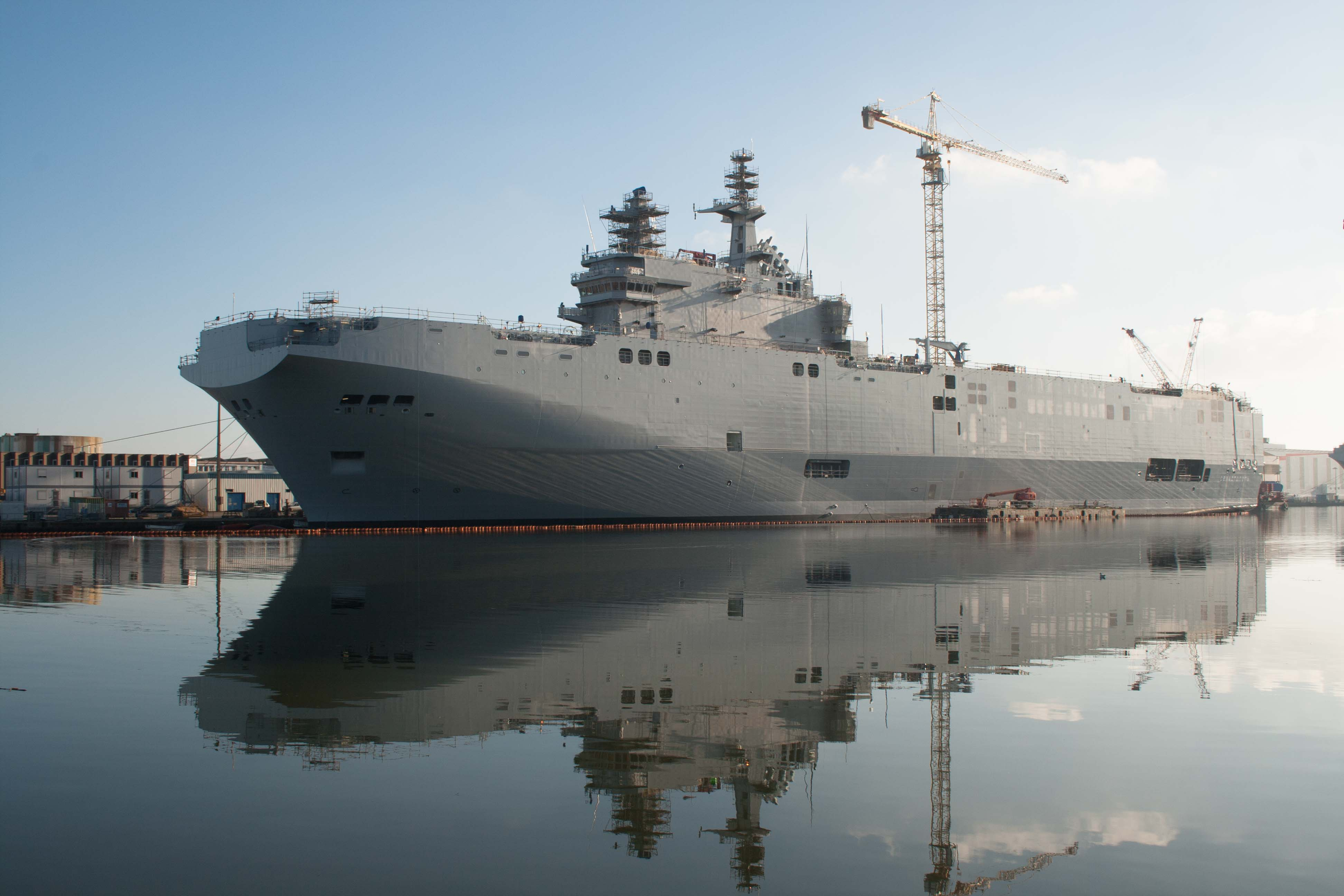
A Sevastopol orosz kétéltű rohamhajó szállításra vár, 2014 decemberében

A Chantiers de l'Atlantique 1955-ben jött létre az Ateliers et Chantiers de la Loire és az Ateliers et Chantiers de Penhoët egyesülésével. A hajógyár első hajói a Compagnie Générale Transatlantique francia, transzatlanti vonalhoz készültek. 1961-ben építette meg a transzatlanti óceánjárót az SS France-t, a világ addigi leghosszabb utasszállító hajóját. Az utolsó Compagnie Générale Transatlantique vonalhajó megépítése és a Szuezi-csatorna lezárása után a gyár nagy tankolóhajókat kezdett építeni, mint például a Batillus, a Bellamya, aPierre Guillaumat és a Prairial. Erre a célra új száraz dokkot építettek, és lehetővé tették az egymillió tonnát meghaladó tartályhajók építését, de az kihasználatlan volt, kivéve az MV Gastor és MV Nestor testvérhajók 1975–1976 közötti építését, majd ismét használatlan volt a Cunard's új utasszállító-hajója, a RMS Queen Mary 2 építéséig.
1985 és 1998 között a hajógyár több üdülőhajót épített a Royal Caribbean Cruise Line (RCCL) számára. 1987-ben szállították le az elsőt, a Sovereign of the Seas-t, és ez volt a világ első mega-üdülőhajója. A RCCL későbbi rendelései: Monarch of the Seas, Majesty of the Seas, Nordic Empress, Legend of the Seas, Splendor of the Seas, Rhapsody of the Seas és Vision of the Seas.  2003-ban a hajógyár a Crystal Serenity-t is leszállította a Crystal Cruises-nak, és az RMS Queen Mary 2-t a Cunard Line-nak. Az RMS Queen Mary 2 építése során a száraz-dokkolt hajóhoz vezető folyosó összeomlott, tizenhat ember meghalt.
2006. január 4-én az Aker Yards megvásárolta az Alstom tengeri osztályát, amely magában foglalta a Chantiers de l'Atlantique hajógyárat.  2007 márciusában az Aker ASA megvált az Aker Yards érdekeltségeiből, a dél-koreai STX Corporation októberben 39,2%-os részesedést szerzett az Aker Yards-ban. 2008. november 3-ig az STX Corporation megszerezte a társaság irányító részesedését, és átnevezte STX Europe-ra. Ugyanebben az évben a francia kormány 33,34%-os részesedést vásárolt a hajógyárban.
Miután az STX Corporation 2016-ban csődbe ment, az STX France eladásra került. Az olasz állami tulajdonban lévő Fincantieri érdekeltséget mutatott iránta.
2017 szeptemberében, a nehéz tárgyalások és a hajógyár a francia állam általi rövid államosítása után az érintett felek megállapodásra jutottak: a  Fincantieri 50%-os részesedést szerzett az STX France-ben, a fennmaradó részt pedig a francia haditengerészeti csoport és a francia kormány kapta. Egy hónappal később bejelentették, hogy a Saint-Nazaire hajógyár visszanyeri eredeti nevét, a Chantiers de l'Atlantique-t.

## Megépített hajók

### Ismert utasszállítók, melyeket a Chantiers de l'Atlantique épített

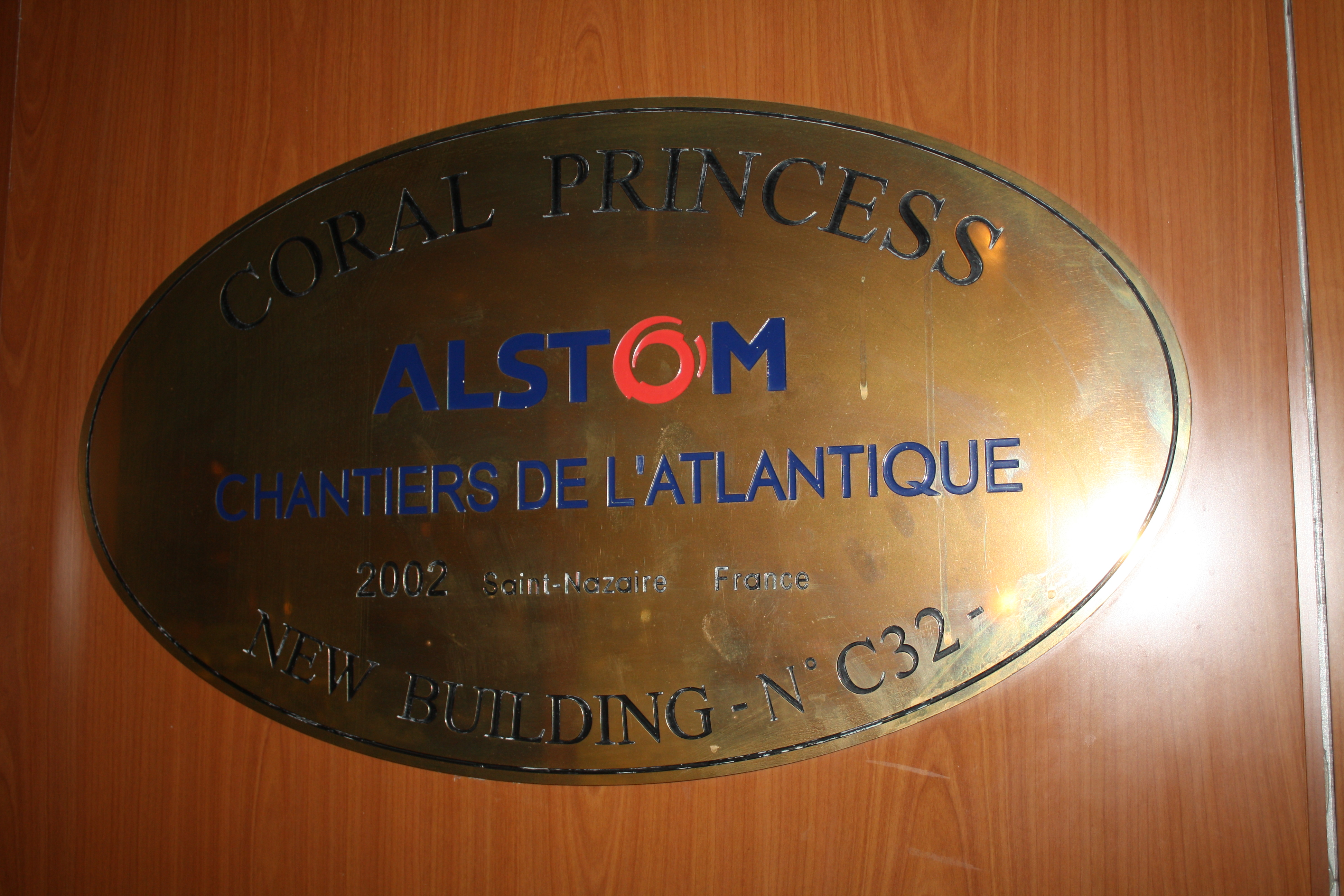
Egy plakett a Coral Princess belsejében

| Hajó neve (építéskor)    | Befejezés éve | Megrendelő                                           | Jelenlegi státusz                                      | Megjegyzések | Kép                                |
| 1910s                    | 1910s         | 1910s                                                | 1910s                                                  | 1910s | 1910s                              |
| ------------------------ | ------------- | ---------------------------------------------------- | ------------------------------------------------------ | --- | ---------------------------------- |
| SS France                | 1912          | Compagnie Générale Transatlantique                   | 1936-ban szétszedték                                   | |                                    |
| 1920s                    |               |                                                      |                                                        | |                                    |
| SS Paris                 | 1921          | Compagnie Générale Transatlantique                   | 1939-ben kigyulladt és felborult, 1947-ben szétszedték | |                                    |
| SS Ile de France         | 1927          | Compagnie Générale Transatlantique                   | 1959-ben szétszedték                                   | |                                    |
| 1930s                    |               |                                                      |                                                        | |                                    |
| MS Lafayette             | 1930          | Compagnie Générale Transatlantique                   | Kigyulladt, majd szétszedték                           | |                                    |
| SS L'Atlantique          | 1931          | Compagnie de Navigation Sud Atlantique               | Kigyulladt, majd szétszedték                           | |                                    |
| SS Champlain             | 1932          | Compagnie Générale Transatlantique                   | Elsüllyedt a II. világháború. alatt                    | |                                    |
| SS Normandie             | 1935          | Compagnie Générale Transatlantique                   | 1942-ben kigyulladt és felborult, 1948-ben szétszedték | A világ legnagyobb hajója a Cunard Queen Elizabeth nevű hajójáig. 1942-ben felborult New York Harbour-ban. New Jersey-ben szedték szét. |                                    |
| SS Pasteur               | 1939          | Compagnie de Navigation Sud-Atlantique               | 1980-n elsüllyedt a bontóudvarba tartva                | |                                    |
| 1950s                    |               |                                                      |                                                        | |                                    |
| SS Bretagne              | 1952          | Société Générale de Transport Maritimes              | 1963-ban szétszedték                                   | |                                    |
| MS General Mangin        | 1953          | Cie de Nav Fraissinet et Cyprien Fabre               | 1986-ban szétszedték                                   | |                                    |
| MV Jean Mermoz           | 1957          | Cie de Nav Fraissinet et Cyprien Fabre               | 2008-ban szétszedték                                   | |                                    |
| 1960s                    |               |                                                      |                                                        | |                                    |
| SS France                | 1962          | Compagnie Générale Transatlantique                   | 2008-ban szétszedték                                   | 1961-ben bocsátották vízre, 2004-ig a világ leghosszabb hajója.                                                                         |                                    |
| MS Ancerville            | 1962          | Compagnie de Navigation Paquet                       | Szálloda hajó                                          | Korábbi utashajó, amit 1962-ben építettek, 1983 óta egy kínai komplexum, a Sea World része.                                             |                                    |
| SS Shalom                | 1964          | Zim Israel Navigation Company                        | 2001-ben elsüllyedt a bontóudvarba tartva              | Izraeli zászlóshajó (1964). |                                    |
| MS Renaissance           | 1966          | Compagnie Francaise de Navigation                    | 2010-ben szétszedték                                   | Francia vonalhajó. |                                    |
| MV Yaohua                | 1967          | China Ocean Shipping Company                         | Szálloda hajó                                          | Utolsó hajó, amit a St Nazaire-i csúszdáról indítottak.                                                                                 |                                    |
| 1980s                    |               |                                                      |                                                        | |                                    |
| MS Nieuw Amsterdam       | 1983          | Holland America Line                                 | 2018-ban szétszedték                                   | |                                    |
| MS Noordam               | 1984          | Holland America Line                                 | 2021-ben szétszedték                                   | |                                    |
| MS Sovereign of the Seas | 1987          | Royal Caribbean Cruise Line                          | 2020-ban szétszedték                                   | 1988 és 1990 között a világ legnagyobb hajója testvéreivel együtt (MS Monarch of the Seas, MS Majesty of the Seas).                     |                                    |
| Danielle Casanova        | 1989          | SNCM                                                 | Szolgálatban                                           | Napjainkban a Corsica Linea-nál hajózik, mint Mediterranee.                                                                             |                                    |
| MS Star Princess         | 1989          | Sitmar Cruises/Princess Cruises                      | 2021-ben szétszedték                                   | Sitmar Cruises-nak rendelve, mint Fair Majesty.                                                                                         |                                    |
| 1990s                    |               |                                                      |                                                        | |                                    |
| Nordic Empress           | 1990          | Admiral Cruises/Royal Caribbean Cruise Line          | Szolgálatban                                           | Future Seas-ként rendelve az Admiral Cruises számára.                                                                                   |                                    |
| Monarch of the Seas      | 1992          | Royal Caribbean Cruise Line                          | 2021-ben szétszedték                                   | |                                    |
| Majesty of the Seas      | 1992          | Royal Caribbean Cruise Line                          | Szolgálatban                                           | |                                    |
| Dreamward                | 1992          | Norwegian Cruise Line                                | Szolgálatban                                           | |                                    |
| Windward                 | 1993          | Norwegian Cruise Line                                | Szolgálatban                                           | |                                    |
| Legend of the Seas       | 1995          | Royal Caribbean Cruise Line                          | Szolgálatban                                           | |                                    |
| Splendor of the Seas     | 1996          | Royal Caribbean Cruise Line                          | Szolgálatban                                           | | AaaIMG 2418 Seven Seas Splendor    |
| Napoleon Bonaparte       | 1996          | SNCM                                                 | Szolgálatban                                           | Napjainkban a Grandi Navi Veloci-nál hajózik, mint Rhapsody.                                                                            |                                    |
| Rhapsody of the Seas     | 1997          | Royal Caribbean Cruise Line                          | Szolgálatban                                           | |                                    |
| Paul Gauguin             | 1997          | Services Et Transports / Radisson Seven Seas Cruises | Szolgálatban                                           | |                                    |
| Vision of the Seas       | 1998          | Royal Caribbean Cruise Line                          | Szolgálatban                                           | |                                    |
| R One                    | 1998          | Renaissance Cruises                                  | Szolgálatban                                           | 7 testvérhajója van |                                    |
| R Two                    | 1998          | Renaissance Cruises                                  | Szolgálatban                                           | 7 testvérhajója van |                                    |
| R Three                  | 1999          | Renaissance Cruises                                  | Szolgálatban                                           | 7 testvérhajója van |                                    |
| R Four                   | 1999          | Renaissance Cruises                                  | Szolgálatban                                           | 7 testvérhajója van |                                    |
| Mistral                  | 1999          | Festival Cruises                                     | Szolgálatban                                           | |                                    |
| 2000s                    |               |                                                      |                                                        | |                                    |
| R Five                   | 2000          | Renaissance Cruises                                  | Szolgálatban                                           | 7 testvérhajója van |                                    |
| R Six                    | 2000          | Renaissance Cruises                                  | Szolgálatban                                           | 7 testvérhajója van |                                    |
| Millenium                | 2000          | Celebrity Cruises                                    | Szolgálatban                                           | |                                    |
| R Seven                  | 2000          | Renaissance Cruises                                  | Szolgálatban                                           | 7 testvérhajója van |                                    |
| R Eight                  | 2000          | Renaissance Cruises                                  | Szolgálatban                                           | 7 testvérhajója van |                                    |
| Infinity                 | 2001          | Celebrity Cruises                                    | Szolgálatban                                           | |                                    |
| Summit                   | 2001          | Celebrity Cruises                                    | Szolgálatban                                           | |                                    |
| Seven Seas Mariner       | 2001          | Radisson Seven Seas Cruises                          | Szolgálatban                                           | A világ első teljesen erkélyes üdülőhajója.                                                                                             |                                    |
| European Vision          | 2001          | Festival Cruises                                     | Szolgálatban                                           | |                                    |
| European Stars           | 2002          | Festival Cruises                                     | Szolgálatban                                           | |                                    |
| Constellation            | 2002          | Celebrity Cruises                                    |                                                        | |                                    |
| Coral Princess           | 2003          | Princess Cruises                                     | Szolgálatban                                           | |                                    |
| MSC Lirica               | 2003          | MSC Cruises                                          | Szolgálatban                                           | |                                    |
| Crystal Serenity         | 2003          | Crystal Cruises                                      | Szolgálatban                                           | |                                    |
| Queen Mary 2             | 2004          | Cunard Line                                          | Szolgálatban                                           | A világ leghosszabb, legmagasabb, legszélesebb és legnagyobb óceánjárója az építésekor.                                                 |                                    |
| MSC Opera                | 2004          | MSC Cruises                                          | Szolgálatban                                           | |                                    |
| MSC Musica               | 2006          | MSC Cruises                                          | Szolgálatban                                           | |                                    |
| MSC Orchestra            | 2007          | MSC Cruises                                          |                                                        | | MSC Orchestra in Tallinn 2009 0021 |
| MSC Poesia               | 2008          | MSC Cruises                                          | Szolgálatban                                           | |                                    |
| MSC Fantasia             | 2008          | MSC Cruises                                          | Szolgálatban                                           | |                                    |
| MSC Splendida            | 2009          | MSC Cruises                                          | Szolgálatban                                           | |                                    |
| 2010s                    |               |                                                      |                                                        | |                                    |
| Norwegian Epic           | 2010          | Norwegian Cruise Line                                | Szolgálatban                                           | |                                    |
| MSC Magnifica            | 2010          | MSC Cruises                                          | Szolgálatban                                           | |                                    |
| MSC Divina               | 2012          | MSC Cruises                                          | Szolgálatban                                           | |                                    |
| MSC Preziosa             | 2013          | MSC Cruises                                          | ISzolgálatban                                          | |                                    |
| Europa 2                 | 2013          | Hapag & Lloyd                                        | Szolgálatban                                           | |                                    |
| Harmony of the Seas      | 2016          | Royal Caribbean Cruise Line                          | Szolgálatban                                           | |                                    |
| MSC Meraviglia           | 2017          | MSC Cruises                                          | Szolgálatban                                           | |                                    |
| Symphony of the Seas     | 2018          | Royal Caribbean Cruise Line                          | Szolgálatban                                           | Jelenleg a világ legnagyobb hajója (228 081 tonna).                                                                                     |                                    |
| Celebrity Edge           | 2018          | Celebrity Cruises                                    | Szolgálatban                                           | |                                    |
| MSC Bellissima           | 2019          | MSC Cruises                                          | Szolgálatban                                           | |                                    |
| MSC Grandiosa            | 2019          | MSC Cruises                                          | Szolgálatban                                           | Az MSC Cruises legnagyobb hajója. |                                    |
| 2020s                    |               |                                                      |                                                        | |                                    |
| Celebrity Apex           | 2020          | Celebrity Cruises                                    | Szolgálatban                                           | |                                    |
| MSC Virtuosa             | 2021          | MSC Cruises                                          | Szolgálatban                                           | |                                    |

### Egyéb hajók, melyeket a gyárban építettek
- Sans Souci osztály – 4 bárka, amiket hidroplán kifutóknak terveztek, de végül kísérőhajóként bocsátották vízre őket.
- The BELLE ABETO – 1952-ben épült, mint LAENNEC 66 BELLE ABETO utas- és teherszállító-hajó.
- Batillus osztályú szupertankolók – Négy hajót bocsátottak vízre 1976 és 1979 között.
- MV Gastor és MV Nestor – Két LNG teherhajó,175 és 1977 között épültek a holland NSU-nak (később Nedlloyd) és az Ocean Groupnak. A nagy szárazdokk, amit később a Queen Mary 2 használt, kifejezetten szupertankolók építésére épült a hetvenes években, amik közé ezek a hajók is tartoztak. A szárazdokkot nem használták többet a QM2 építéséig.
- MV Bretagne – Brittany Ferries hajó, ami Portsmouth és St Malo között közlekedett, 1989-ben bocsátották vízre.
- KOGO – 2006 májusában fejezte be az Alstom. Mansour Ojjeh jachtja volt, aki részben a McLaren Formula1 csapat tulajdonosa. A KOGO-t használta Lewis Hamilton is, a fedélzeten egy edzőterem és egy jacuzzi is található.
- MS Baltic Princess – 2008-ban bocsátották vízre.
- Vladivostok – Egy orosz, kétéltű támadóhajó, később Egyiptom megvásárolta.
- Sevastopol – Egy orosz, kétéltű támadóhajó, később Egyiptom megvásárolta.

## Fordítás
Ez a szócikk részben vagy egészben  a   Chantiers de l'Atlantique című angol Wikipédia-szócikk ezen változatának fordításán alapul.  Az eredeti cikk szerkesztőit annak laptörténete sorolja fel. Ez a jelzés csupán a megfogalmazás eredetét és a szerzői jogokat jelzi, nem szolgál a cikkben szereplő információk forrásmegjelöléseként.